# Vladimir Kovaljonok
Vladimir Vasiljevitsj Kovaljonok (Beloje, oblast Minsk, 3 maart 1942) is een Russisch kosmonaut. In 1967 begon hij met de kosmonautentraining. Kovaljonok werd een "Held van de Duitse Democratische Republiek". Hij vloog zijn eerste missie aan boord van Sojoez 25 die eindigde in een noodlanding,, vestigde een nieuw duurrecord met Sojoez 29 (en keerde terug met de Sojoez 31-capsule) en maakte zijn derde vlucht met Sojoez T-4. Tijdens laatstgenoemde missie was hij stationscommandant van Saljoet 6.
In juni 1984 verliet Kovaljonok het kosmonautenkorps. Op 60-jarige leeftijd werd hij van zijn militaire verplichtingen ontheven. Naast fotografie houdt hij van skiën en jagen.